# Xã Boulware, Quận Gasconade, Missouri
Xã Boulware (tiếng Anh: Boulware Township) là một xã thuộc quận Gasconade, tiểu bang Missouri, Hoa Kỳ. Năm 2010, dân số của xã này là 642 người.